# Marie Humbert-Droz
Pour les articles homonymes, voir Humbert-Droz.
Marie Humbert-Droz, née le 20 juillet 1819 à Stuttgart et morte le 17 mars 1888 à Neuchâtel, est une gouvernante, rédactrice féministe reconnue pour son engagement dans le mouvement féminin et éducatif. Elle s'implique pour l'amélioration morale avec Josephine Butler et cofonde la section suisse du mouvement pour l'amélioration morale. 
Elle dirige le Comité intercantonal de dames de la Suisse et devient la première présidente de l'Union internationale des Amies de la jeune fille. Elle joue également un rôle clé dans l'éducation féminine en créant La Ruche, une institution éducative pour jeunes filles à Neuchâtel.

## Biographie

### Origines et famille
Marie Humbert-Droz naît le 20 juillet 1819. Elle est la fille de Johann Ernst Müller, théologien, et de Julie Mayer. 
Elle grandit à Stuttgart, où elle apprend plusieurs langues auprès de son père.

### Parcours professionnel et engagements
De 1839 à 1841, Marie Humbert-Droz travaille en tant que gouvernante aux Pays-Bas. 
Elle fait la rencontre de Josephine Butler, qui l'implique dans le mouvement pour l'amélioration morale, dont elle devient la cofondatrice de la section suisse.
En 1875, elle est présidente du Comité intercantonal de dames de la Suisse.
De 1877 à 1878, elle devient la première présidente de l'Union internationale des Amies de la jeune fille.
Marie Humbert-Droz est aussi rédactrice de la revue Le journal du bien public. Elle fonde la maison d'éducation pour jeunes filles La Ruche, à Neuchâtel.

### Mort
Marie Humbert-Droz meurt le 17 mars 1888 à Neuchâtel.